# Rockin' in the Free World
„Rockin' in the Free World“ je píseň kanadského hudebníka Neila Younga. Pochází z jeho alba Freedom (1989), kde se nachází ve dvou verzích – akustické a elektrické. Young v jejím textu kritizuje vládu tehdejšího amerického prezidenta George H. W. Bushe. Píseň byla zařazena do žebříčku 500 nejlepších písní všech dob, který sestavil magazín Rolling Stone. Coververzi písně nahrál například hudebník Jeffrey Walker či skupiny The Alarm a Simple Minds. Skladba je často hrána na koncertech skupiny Pearl Jam. V roce 2015 píseň použil ve své prezidentské kampani Donald Trump, a to bez Youngova svolení. Později však uvedl, že přestože je Trumpovým odpůrcem, kdyby o použití zažádal, svolení by dostal.